# Ławrów (przystanek kolejowy)
Ławrów (ukr. Лаврів, ros. Лавров) – przystanek kolejowy w pobliżu miejscowości Ławrów, w rejonie łuckim, w obwodzie wołyńskim, na Ukrainie. Leży na linii Lwów – Łuck – Kiwerce.